# HD 73526
Désignations
HD 73526 est une étoile naine jaune de type spectral G6 V, donc légèrement plus froide que le Soleil. Cette étoile est située à 97,51 ± 0,32 pc (∼318 al) de la Terre dans la direction de la constellation des Voiles. Elle possède deux planètes qui gravitent autour d'elle : HD 73526 b et HD 73526 c.

## Système planétaire
HD 73526 b et HD 73526 c ont été sélectionnées par l'Union astronomique internationale (IAU) pour la procédure NameExoWorlds, consultation publique préalable au choix de la désignation définitive de 305 exoplanètes découvertes avant le 31 décembre 2008 et réparties entre 260 systèmes planétaires hébergeant d'une à cinq planètes. La procédure, qui a débuté en juillet 2014, s'achèvera en août 2015, par l'annonce des résultats, lors d'une cérémonie publique, dans le cadre de la XIXe Assemblée générale de l'IAU qui se tiendra à Honolulu (Hawaï).
| Planète    | Masse           | Demi-grand axe (ua) | Période orbitale (jours) | Excentricité | Inclinaison | Rayon |
| ---------- | --------------- | ------------------- | ------------------------ | ------------ | ----------- | ----- |
| HD 73526 b | >2,07 ± 0,16 MJ | 0,66 ± 0,05         | 187,5 ± 0,3              | 0,39 ± 0,05  |             |       |
| HD 73526 c | >2,30 ± 0,17 MJ | 1,05 ± 0,08         | 376,9 ± 0,9              | 0,40 ± 0,05  |             |       |